# John Hubbard
John Hubbard (East Chicago, 14 aprile 1914 – Camarillo, 6 novembre 1988) è stato un attore statunitense.

## Biografia
Esordì nel cinema nel 1937, ma ottenne il suo primo ruolo di rilievo due anni più tardi ne La casa delle fanciulle (1939), diretto da Hal Roach. L'anno dopo proseguì la collaborazione con Roach (con il quale girerà diverse pellicole) con il film L'errore del dio Chang (1940), una commedia sullo scambio dei ruoli (e del sesso), fra moglie e marito. Allo stesso anno risale Sul sentiero dei mostri, un'insolita pellicola d'avventura con rettili veri camuffati da dinosauri e con una storia d'amore tra due cavernicoli, interpretati da Victor Mature e Carole Landis. 
Nel 1941 interpretò le commedie La fidanzata di mio marito di John M. Stahl e L'inarrivabile felicità, con Fred Astaire e Rita Hayworth, cui seguirono altri film d'avventura meno noti. 
Negli anni del dopoguerra, Hubbard passò a recitare per la televisione, lavorando con Mickey Rooney in The Mickey Rooney Show (1954-1955), e partecipando a telefilm quali Lassie, Perry Mason, Tre nipoti e un maggiordomo, Bonanza e altri. 
Ritiratosi nel 1980, morì otto anni dopo a Camarillo, in California, all'età di 74 anni.

## Filmografia parziale

### Cinema
- Prison Farm, regia di Louis King (1938)
- Passione ardente (Dramatic School), regia di Robert B. Sinclair (1938)
- I filibustieri (The Buccaneer), regia di Cecil B. DeMille (1938)
- La casa delle fanciulle (The Housekeeper's Daughter), regia di Hal Roach (1939)
- L'errore del dio Chang (Turnabout), regia di Hal Roach (1940)
- Sul sentiero dei mostri (One Million B.C.), regia di Hal Roach (1940)
- La fidanzata di mio marito (Our Wife), regia di John M. Stahl (1941)
- Anime allo specchio (She Knew All the Answers), regia di Richard Wallace (1941)
- Preferisco il manicomio (Roadshow), regia di Hal Roach (1941)
- L'inarrivabile felicità (You'll Never Get Rich), regia di Sidney Lanfield (1941)
- The Mummy's Tomb, regia di Harold Young (1942)
- Whispering Footsteps, regia di Howard Bretherton (1943)
- Nella camera di Mabel (Up in Mabel's Room), regia di Allan Dwan (1944)
- Corrida messicana (Mexican Hayride), regia di Charles Barton (1948)
- L'amante del torero (Bullfighter and the Lady), regia di Budd Boetticher (1951)
- L'ultimo fuorilegge (The Cimarron Kid), regia di Budd Boetticher (1952)
- Marijuana (Big Jim McLain), regia di Edward Ludwig (1952)
- Dan il terribile (Horizons West), regia di Budd Boetticher (1952)
- Walking My Baby Back Home, regia di Lloyd Bacon (1953)
- I tre banditi (The Tall T), regia di Budd Boetticher (1957)
- Selvaggio west (Escort West), regia di Francis D. Lyon (1958)
- I bucanieri (The Buccaneer), regia di Anthony Quinn (1958)
- Soldato sotto la pioggia (Soldier in the Rain), regia di Ralph Nelson (1963)
- Sfida nella valle dei Comanche (Gunfight at Comanche Creek), regia di Frank McDonald (1963)
- I 7 magnifici Jerry (The Family Jewels), regia di Jerry Lewis (1965)
- Duello a El Diablo (Duel at Diablo), regia di Ralph Nelson (1966)
- Herbie il Maggiolino sempre più matto (Herbie Rides Again), regia di Robert Stevenson (1974)

### Televisione
- General Electric Theater – serie TV, episodio 2x11 (1953)
- Mickey Rooney Show (The Mickey Rooney Show) – serie TV, 26 episodi (1954-1955)
- The Whistler – serie TV, episodio 1x36 (1955)
- The Star and the Story – serie TV, episodio 2x04 (1955)
- Damon Runyon Theater – serie TV, episodio 2x09 (1955)
- 77º Lancieri del Bengala (Tales of the 77th Bengal Lancers) – serie TV, episodio 1x04 (1956)
- Corky, il ragazzo del circo (Circus Boy) – serie TV, episodio 1x07 (1956)
- Navy Log – serie TV, episodio 2x12 (1957)
- Maverick – serie TV, 3 episodi (1957-1959)
- Flight – serie TV, episodio 1x30 (1958)
- Bronco – serie TV, episodio 1x04 (1958)
- Indirizzo permanente (77 Sunset Strip) – serie TV, 8 episodi (1958-1962)
- Sugarfoot – serie TV, episodi 3x01-4x01 (1959-1960)
- June Allyson Show (The DuPont Show with June Allyson) – serie TV, episodio 1x16 (1960)
- Rescue 8 – serie TV, episodio 2x18 (1960)
- Scacco matto (Checkmate) – serie TV, episodio 1x07 (1960)
- Lock-Up – serie TV, episodio 1x39 (1960)
- Bourbon Street Beat – serie TV, episodio 1x33 (1960)
- Hawaiian Eye – serie TV, episodi 1x24-2x34 (1960-1961)
- Surfside 6 – serie TV, episodi 1x01-2x23 (1960-1962)
- Pete and Gladys – serie TV, episodio 2x10 (1961)
- La legge di Burke (Burke's Law) – serie TV, episodio 2x31 (1965)
- Il virginiano (The Virginian) – serie TV, episodio 3x24 (1965)
- Ben Casey – serie TV, episodio 4x31 (1965)
- Io e i miei tre figli (My Three Sons) – serie TV, episodio 7x04 (1966)
- Tre nipoti e un maggiordomo (Family Affair) – serie TV, 8 episodi (1966-1967)
- Selvaggio west (The Wild Wild West) – serie TV, episodio 3x06 (1967)

## Doppiatori italiani
- Giuseppe Rinaldi in Passione ardente
- Stefano Sibaldi in L'amante del torero
- Pino Locchi in Marijuana
- Bruno Persa in Duello a El Diablo
- Alberto Sordi in Corrida messicana